# Сирано де Бержерак (фильм, 1990)
«Сирано́ де Бержера́к» (фр. Cyrano de Bergerac) — французский художественный кинофильм, поставленный в 1990 году режиссёром Жан-Полем Раппно с Жераром Депардьё в заглавной роли. Экранизация одноимённой пьесы Эдмона Ростана. 10 премий «Сезар» и приз МКФ.

## Сюжет
Действие происходит во Франции, в XVII веке, во времена короля Людовика XIII и всесильного кардинала Ришельё, и начинается в Париже в 1640 году. Сирано де Бержерак — отважный гасконский дворянин, гвардеец, поэт и дуэлянт — очень стесняется своего большого носа и готов вызвать на дуэль любого, оскорбившего его внешность. Сирано безумно влюблён в свою кузину — очаровательную Роксану — однако не верит, что девушка ответит на его любовь, поскольку считает себя недостаточно привлекательным для неё. Вскоре Роксана признаётся кузену, что влюблена в молодого красавца Кристиана де Невильета — новобранца в полку гасконских гвардейцев, в котором Сирано служит капитаном. Роксана просит кузена оберегать её возлюбленного и передать молодому человеку, что ждёт письма. От Кристиана Сирано узнаёт, что молодой человек тоже влюблён в Роксану, однако, несмотря на привлекательную внешность, Кристиан считает себя недостаточно умным, не умеет ухаживать за женщиной и никогда не писал писем. Сирано решает помочь Кристиану: от имени Кристиана Сирано пишет Роксане прекрасные письма в стихах. За Роксаной ухаживает немолодой, знатный, богатый и влиятельный граф де Гиш, но Роксана тайно венчается с Кристианом. Гвардейский полк, в котором служат Сирано и Кристиан, ставшие друзьями, отправляют на войну. Соскучившись по своему любимому, Роксана приезжает в военный лагерь и рассказывает Кристиану, что с каждым днём влюбляется в него всё больше и больше, узнавая его богатый духовный мир благодаря его письмам. Кристиан в отчаянии требует от Сирано открыть Роксане всю правду, но Сирано не решается даже теперь, когда у него появилась надежда на взаимность Роксаны. Тогда Кристиан ищет смерти в бою, во время кровопролитной осады Арраса Кристиан погибает, а Сирано тяжело ранен. Роксана, оплакивая гибель любимого, уединяется в монастыре, в котором раз в неделю, на протяжении 14 лет, её навещает Сирано. Только перед смертью Сирано решает открыто признаться Роксане в своей любви и в том, что те прекрасные письма, память о которых она хранит все эти годы, в действительности писал он. Сирано умирает на руках у Роксаны, которая слишком поздно осознаёт, что на самом деле все эти годы она любила именно Сирано. Экранизация пьесы в стихах французского драматурга Эдмона Ростана «Сирано де Бержерак».

## В ролях
- Жерар Депардьё — Сирано де Бержерак
- Анна Броше[англ.] — Роксана
- Венсан Перес — Кристиан де Невильет
- Жак Вебер — граф де Гиш
- Ролан Бертен[fr] — Рагно, кондитер
- Филипп Морье-Жану[fr] — Ле Бре, друг Сирано
- Пьер Магелон[fr] — Карбон де Кастель-Жалу
- Жозиан Столеру[fr] — дуэнья Роксаны
- Мадлен Марион[fr] — мать Маргарита, настоятельница монастыря
- Габриэль Монне[fr] — Монфлёри, актёр
- Филипп Вольтер — виконт де Вальвер
- Людивин Санье — младшая сестра

## Съёмочная группа
- Режиссёр: Жан-Поль Раппно
- Продюсеры: Рене Клейтман, Мишель Сейду, Андре Сёч
- Сценаристы: Эдмон Ростан, Жан-Клод Каррьер, Жан-Поль Раппно
- Оператор: Пьер Ломм
- Композитор: Жан-Клод Пети
- Художники: Франка Скуарчапино, Эцио Фриджерио, Жак Руксель
- Дизайн костюмов: Франка Скуарчапино
- Декорации: Эцио Фриджерио, Жак Руксель
- Грим: Мишель Берк, Жан-Пьер Eychenne
- Монтаж: Ноэль Буассон
- Звук: Пьер Гамета, Доминик Hennequin

## Различия оригинального текста и сценария
Сценарист Жан-Клод Каррьер предпринял значительную работу по адаптированию оригинального текста пьесы Эдмона Ростана для кинофильма режиссёра Жана-Поля Раппно. Первоначальный текст продолжительностью четыре часа был сокращён в некоторых местах, в результате чего продолжительность кинофильма составила два часа семнадцать минут.
Жан-Клод Каррьер предварительно написал сотни александрийских стихов в стиле Эдмона Ростана. Он также сократил многие места, такие, как, например:
Акт I, сцена 4 (текст приводится в переводе Т. Л. Щепкиной-Куперник):

первоначальный текст:

«Да, ты прав:

Не щёголь я, не франт, — ну что ж, таков мой нрав,

Что за изяществом я не гонюсь наружным

И не могу блеснуть кокетством я ненужным.»
версия Раппно:

«Таков мой нрав, что не могу блеснуть кокетством я ненужным.»
Другие отрывки были либо вырезаны, либо адаптированы, как, например, вот этот:
Акт III, сцена 7 (в переводе Щепкиной-Куперник):

первоначальный текст:

«Я помню, год назад, двенадцатого мая

Переменила ты причёску первый раз!

Я волосы твои, с их золотистым цветом,

Давно привык считать, мой ангел, солнца светом.

Ты знаешь, если мы на солнце поглядим,

То алые кружки нам кажутся повсюду;

Так, с взором пламенным расставшись вдруг твоим,

Всё пятна светлые я долго видеть буду.»
версия Раппно:

«Я помню, год назад, двенадцатого мая

Переменила ты причёску первый раз!

Я волосы твои, с их золотистым цветом,

Давно привык считать солнца светом.»
Другим примером удаления сцен являются сцены из последнего акта (чтение письма Сирано), когда Роксана, наконец, понимает, что произошло (в переводе Щепкиной-Куперник):

«Пятнадцать лет вы эту роль играли?..

Мой бедный друг, вы счастье у себя украли!..»

## Места съёмок
Съёмки кинофильма проходили в десятках городов Франции и Венгрии, во многих исторических местах (замки, аббатство), а также во многих общественных местах. Среди них: Ле-Ман, Фонтенбло, аббатство Фонтене, Дижон, Юзес, Море-сюр-Луан, и др.

## Премии, награды, номинации
- Каннский кинофестиваль, 1990 год
- Победитель (2):

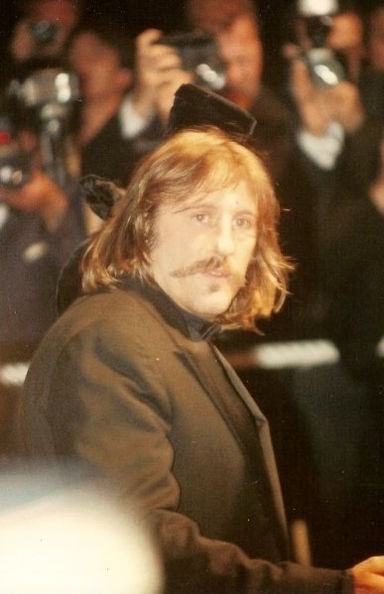
Жерар Депардьё на Каннском кинофестивале в 1989 году: во время съёмок артист носил усы и причёску Сирано

- Серебряная премия за лучшую мужскую роль (Жерар Депардьё)
- Технический гран-при (Пьер Ломм)
- Номинации (1):
- Золотая пальмовая ветвь
- Лос-Анджелесская ассоциация кинокритиков, 1990 год
- Номинации (1):
- Лучший иностранный фильм
- «Сезар», 1991 год
- Победитель (10):
- Лучший фильм
- Лучший актёр (Жерар Депардьё)
- Лучший актёр второго плана (Жак Вебер)
- Лучший режиссёр (Жан-Поль Раппно)
- Лучшая работа оператора (Пьер Ломм)
- Лучшие костюмы (Франка Скуарчапино)
- Лучший звук (Пьер Гамета и Доминик Hennequin)
- Лучший монтаж (Ноэль Буассон)
- Лучший саундтрек (Жан-Клод Пети)
- Лучшие декорации (Эцио Фриджерио)
- Номинации (3):
- Самый многообещающий актёр (Венсан Перес)
- Лучшая актриса (Анн Броше)
- Лучший адаптированный или оригинальный сценарий (Жан-Клод Каррьер и Жан-Поль Раппно)
- «Золотой глобус», 1991 год
- Победитель (1):
- Лучший фильм на иностранном языке — «Франция»
- «Оскар», 1991 год
- Победитель (1):
- Лучшие костюмы (Франка Скуарчапино)
- Номинации (4):
- Лучшая мужская роль (Жерар Депардьё)
- Лучшие декорации (Эцио Фриджерио и Жак Руксель)
- Лучший грим (Мишель Берк и Жан-Пьер Eychenne)
- Лучший фильм на иностранном языке — «Франция»
- BAFTA, 1991 год
- Победитель (4):
- Лучшая работа оператора (Пьер Ломм)
- Лучшие костюмы (Франка Скуарчапино)
- Лучший грим и причёски (Мишель Берк и Жан-Пьер Eychenne)
- Лучшая музыка (Жан-Клод Пети)
- Номинации (4):
- Лучший фильм
- Лучший сценарий (Жан-Клод Карьер и Жан-Поль Раппно)
- Лучшая мужская роль (Жерар Депардьё)
- Лучшая работа художника (Эцио Фриджерио)
- Давид ди Донателло, 1991 год
- Победитель (1):
- Лучший иностранный фильм
- Nastro d'Argento, 1992 год
- Победитель (2):
- Лучшие костюмы (Франка Скуарчапино)
- Лучшие декорации (Эцио Фриджерио)
- Приз ММКФ

## Издание на видео
- Мировая премьера кинофильма состоялась 28 марта 1990 года.
- Неоднократно выпускался на DVD.
- Релиз на DVD в России 23 июня 2010 года фирмой «Кармен Видео».